# آزارم بده (ترانه تیری تی)
«مرا اذیت کن» یا «آزارم بده» (انگلیسی: Tease Me) ترانه‌ای در ژانر آر اند بی/پاپ آمریکایی از گروه موسیقی تیری تی است که در سال ۱۹۹۶ به‌عنوان دومین تک‌آهنگ از اولین آلبوم آن‌ها به‌نام برادری (۱۹۹۵) منتشر شد. ایده اصلی این آهنگ را تاریل جکسون داده و متن آن را نوشته‌است.